# Ukrainische Eishockeyliga 2006/07
Die Saison 2006/07 war die 14. Spielzeit der ukrainischen Eishockeyliga, der höchsten ukrainischen Eishockeyspielklasse. Meister wurde zum ersten Mal in der Vereinsgeschichte überhaupt der HK ATEK Kiew.

## Modus
In der Hauptrunde absolvierte jede der sechs Mannschaften insgesamt 30 Spiele. Der Erstplatzierte der Hauptrunde wurde Meister. Für einen Sieg nach regulärer Spielzeit erhielt jede Mannschaft drei Punkte, für einen Sieg nach Overtime zwei Punkte, bei einem Unentschieden sowie einer Niederlage nach Overtime gab es ein Punkt und bei einer Niederlage nach regulärer Spielzeit null Punkte.

## Hauptrunde
|    | Klub                            | Sp | S  | OTS | U | OTN | N  | Tore    | Punkte |
| -- | ------------------------------- | -- | -- | --- | - | --- | -- | ------- | ------ |
| 1. | HK ATEK Kiew                    | 30 | 26 | 2   | 0 | 0   | 2  | 126:030 | 82     |
| 2. | HK Berkut                       | 30 | 23 | 0   | 0 | 1   | 6  | 145:050 | 70     |
| 3. | HK Sokil Kiew                   | 30 | 15 | 0   | 1 | 0   | 14 | 100:051 | 46     |
| 4. | HK Kompanjon Kiew               | 30 | 13 | 2   | 1 | 0   | 14 | 083:074 | 44     |
| 5. | Dniprowski Wowky Dnipropetrowsk | 30 | 7  | 0   | 1 | 1   | 21 | 025:125 | 23     |
| 6. | SDJuSchOR Sokil                 | 30 | 0  | 0   | 1 | 2   | 27 | 012:273 | 3      |

Sp = Spiele, S = Siege, U = Unentschieden, N = Niederlagen, OTS = Overtime-Sieg, OTN = Overtime-Niederlage